# Volker Bittrich
Volker Bittrich, född 1954, är en tysk botaniker. Han är auktor till följande arter:
- Aizoaceae
  - subfam. Aptenioideae Schwantes ex Bittrich & Heidrun Hartmann
  - subfam. Ruschioideae Schwantes ex Bittrich & Heidrun Hartmann
  - Aizoon glanduliferum (Bittrich) Klak
  - Aptenia geniculiflora (L.) Bittrich ex Gerbaulet
  - Aptenia haeckeliana (A.Berger) Bittrich ex Gerbaulet
  - Brownanthus arenosus (Schinz) Ihlenf. & Bittrich
  - Brownanthus ciliatus Schwantes subsp. schenckii (Schinz) Ihlenf. & Bittrich
  - Brownanthus corallinus (Thunb.) Ihlenf. & Bittrich
  - Brownanthus kuntzei (Schinz) Ihlenf. & Bittrich
  - Brownanthus nucifer (Ihlenf. & Bittrich) S.M.Pierce & Gerbaulet
  - Brownanthus schlichtianus
(Sond.) Ihlenf. & Bittrich
  - Galenia glandulifera Bittrich
  - Mesembryanthemum
subgen. Cryophytum (N.E.Br.) Bittrich
  - Mesembryanthemum
subgen. Opophytum (N.E.Br.) Bittrich
  - Mesembryanthemum nucifer (Ihlenf. & Bittrich) Klak

- Phyllobolus
  - subgen. Aridaria (N.E.Br.) Bittrich
  - subgen. Prenia (N.E.Br.) Bittrich
  - subgen. Sceletium (N.E.Br.) Bittrich
  - subgen. Sphalmanthus (N.E.Br.) Bittrich
  - canaliculatus (Haw.) Bittrich
  - noctiflorus (L.) Bittrich
  - pallens (Ait.) Bittrich
  - tortuosus (L.) Bittrich

- Pseudobrownanthus
Ihlenf. & Bittrich nucifer Ihlenf. & Bittrich
- Trianthema kimberleyi Bittrich & Jenssen
- Trianthema kimberleyi Bittrich & K.M.Jenssen

- Caryophyllaceae
  - trib. Caryophylleae Rabeler & Bittrich
  - subtrib. Caryophyllinae Rabeler & Bittrich
  - subfam. Caryophylloideae Rabeler & Bittrich
  - Clusia burle-marxii Bittrich
  - Clusia diamantina Bittrich
  - Clusia glauca (Rusby) J.E.Nascim. & Bittrich
  - Clusia goscinnyi J.E.Nascim. & Bittrich
  - Clusia heterocolorata (L.Marinho) & Bittrich
  - Clusia lutea Bittrich & J.E.Nascim.
  - Clusia nitida Bittrich & F.N.Cabral
  - Clusia obdeltifolia Bittrich
  - Clusia rubrifructa Bittrich & J.E.Nascim.
  - Clusia scandens (Aubl.) J.E.Nascim. & Bittrich
  - Clusia ucamira J.E.Nascim. & Bittrich
  - Garcinia albuquerquei (M.E.Berg) Bittrich
  - Kielmeyera variabilis Mart. & Zucc.
subsp. paranaensis (Saddi) Bittrich
  - Tovomita hopkinsii Bittrich & L.Marinho

- Iridaceae
  - Neomarica speciosa (Liebm.) A.Gil & Bittrich

- Ochnaceae
  - Campylospermum serratum
(Gaertn.) Bittrich & M.C.E.Amaral

## Exempel på publikationer
- Milena Martins, Volker Bittrich: An interactive key (Lucid) for the identifying of the genera of seed plants from the Ducke Reserve, Manaus, AM, Brazil, 2012

- K. Kubitzki, J.G. Rohwer, V. Bittrich: Clusia heterocolorata (Clusiaceae), a new species from the Brazilian Atlantic Forest, 2015

Auktorsnamnet Bittrich kan användas för Volker Bittrich i samband med ett vetenskapligt namn inom botaniken; se Wikipediaartiklar som länkar till auktorsnamnet.